# Sebastian Haupt (Künstler)

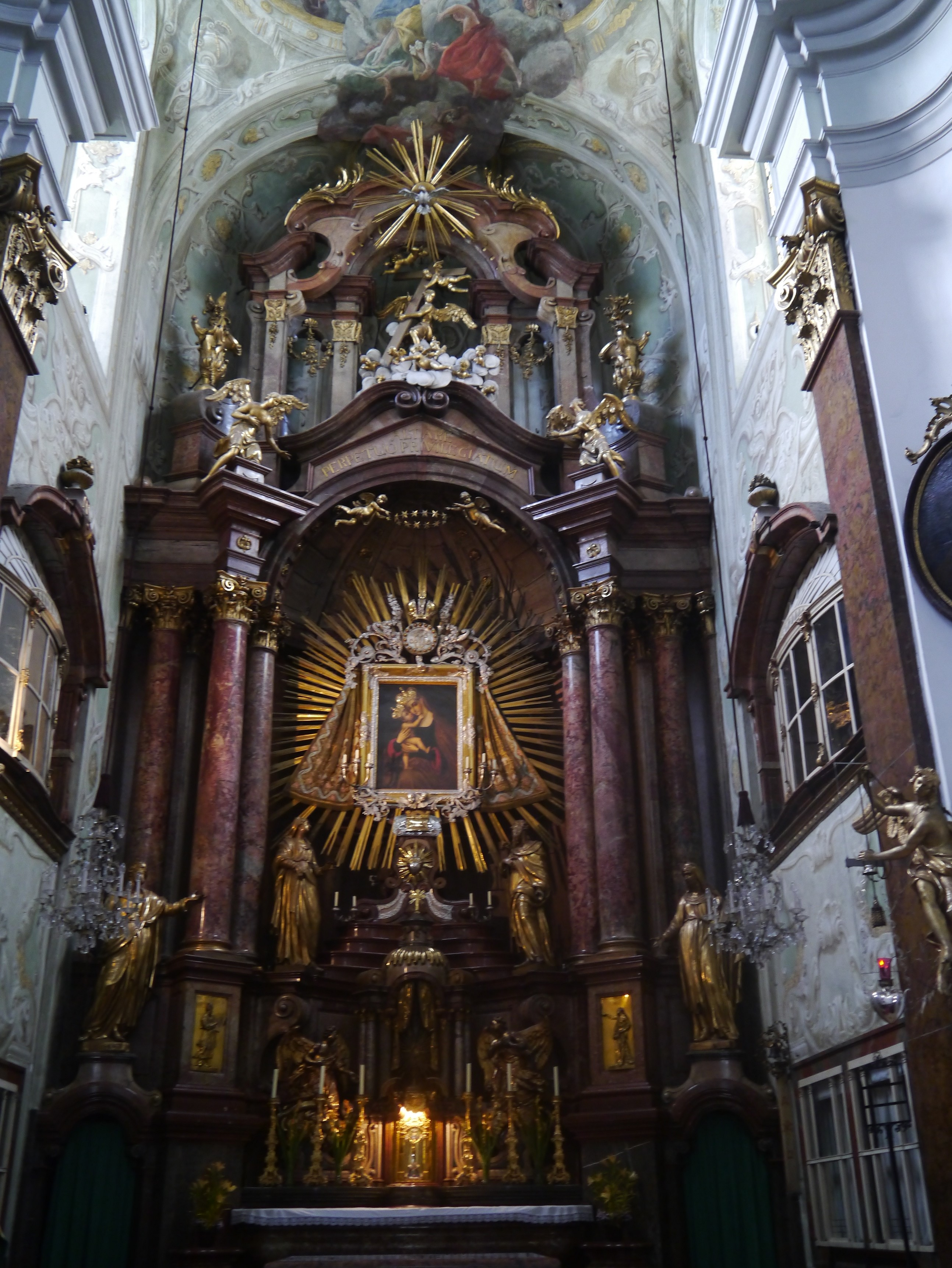
Hochaltar der Mariahilfer Kirche in Wien

Sebastian Haupt, auch Sebastian Haubt genannt (* um 1710 in Memmingen; † 5. März 1760 in Wien), war ein österreichischer Tischler (Kistler), Ebenist und Kunsthandwerker.

## Leben
Sebastian Haupt wurde um 1710 im oberschwäbischen Memmingen geboren. Er heiratete 1740 in Wien. Der Entwurf für den Hochaltar in der Mariahilfer Kirche in Wien stammt von ihm. Den Kupferstich dazu fertigte Jacob Matthias Schmutzer in Royalfolio. Nach diesem Entwurf wurde um 1757/58 zunächst durch Johann Joseph Resler ein Modell angefertigt. Der Salzburger Steinmetz Jakob Mösel erbaute den Altar mit geringen Veränderungen aus Marmor. Ein weiterer Entwurf für einen Hochaltar (1759) in der Pfarrkirche Oberlaa stammt von ihm. Den zugehörigen Kupferstich fertigte Philipp Gütl.
Haupt starb am 5. März 1760 in Wien.